# ایستگاه قطار اینترلاکن اوست
اینترلاکن اوست (Interlaken Ost) یا اینترلاکن شرقی یک ایستگاه راه‌آهن در شهر تفریحی اینترلاکن در کانتون برن سوئیس است. این ایستگاه قبلاً به عنوان اینترلاکن تسول‌هاوس (Interlaken Zollhaus) شناخته می‌شد. این شهر یک ایستگاه دیگر دارد با نام اینترلاکن وست یا اینترلاکن غربی دارد.